# Jonas Malmsjö
Carl Jonas Love Malmsjö, född 2 september 1971 i Stockholm, är en svensk skådespelare, manusförfattare, sångare samt även berättarröst.
Malmsjö började med teater i samband med studier i creative writing i England 1991. Han engagerades vid Dramaten 1993, och har varit med i dess ensemble sedan dess. Han begick  sin långfilmsdebut i Ellinors bröllop  1996. Han har gästmedverkat i olika TV-produktioner som Allsång på Skansen. Han gör också berättarrösten i Spökjakt samt Elitstyrkans hemligheter.
Malmsjö var med i pojkduon Double Fantasy som debuterade 1986 med singeln "Confession Time/You're in Love". Senare följde albumet *Resa i tiden (LP).
Han är son till skådespelarna Jan Malmsjö och Marie Göranzon samt halvbror till Peter Malmsjö (på faderns sida) och författaren Lolo Amble (på moderns sida).
Malmsjö har varit gift med skådespelerskan Regina Lund.

## Teater

### Roller (ej komplett)
| År   | Roll               | Produktion                                                                          | Regi                  | Teater        |
| ---- | ------------------ | ----------------------------------------------------------------------------------- | --------------------- | ------------- |
| 1992 | Gripe-Soleil       | Figaros bröllop (La Folle Journée, ou Le Mariage de Figaro ) Pierre de Beaumarchais | Wilhelm Carlsson      | Dramaten      |
| 1994 | Figurant           | Vintersagan (The Winter's Tale) William Shakespeare                                 | Ingmar Bergman        | Dramaten      |
| 1995 | Jim O'Connor       | Glasmenageriet (The Glass Menagerie) Tennessee Williams                             | Agneta Ehrensvärd     | Dramaten      |
| 1996 | Lelio              | Tvillingarna i Venedig (I due gemelli veneziani) Carlo Goldoni                      | Agneta Ehrensvärd     | Dramaten      |
| 1997 | Wilhelm            | The Black Rider Tom Waits, Robert Wilson, Tom Waits och William Burroughs           | Rickard Günther       | Dramaten      |
| 1998 | Gud                | Ängel och Den Blåa Hästen Ulf Stark                                                 | Marie Feldtmann       | Dramaten      |
| 1998 | Pannemo Sosia      | Celestina Fernando de Rojas                                                         | Robert Lepage         | Dramaten      |
| 1999 | Johan Markurell    | Markurells i Wadköping Hjalmar Bergman                                              | Peter Dalle           | Dramaten      |
| 2000 | Lysander           | En midsommarnattsdröm (A Midsummer Night's Dream) William Shakespeare               | John Caird            | Dramaten      |
| 2000 | Studenten          | Spöksonaten August Strindberg                                                       | Ingmar Bergman        | Dramaten      |
| 2001 | Cliff              | Cabaret Joe Masterhoff, Fred Ebb och John Kander                                    | Richard Turpin        | Dramaten      |
| 2001 | Osvald             | Gengångare (Gengangere) Henrik Ibsen                                                | Ingmar Bergman        | Dramaten      |
| 2002 | Knut               | Leka med elden August Strindberg                                                    | Staffan Valdemar Holm | Dramaten      |
| 2003 | Edmund             | Kung Lear (King Lear) William Shakespeare                                           | Stefan Larsson        | Dramaten      |
| 2004 | Lorenzo            | Köpmannen i Venedig (The Merchant of Venice) William Shakespeare                    | Mats Ek               | Dramaten      |
| 2005 | Grenville          | Midvinter (Midwinter) Zinnie Harris                                                 | Stefan Larsson        | Dramaten      |
| 2005 | Angelo             | Lika för lika (Measure for Measure) William Shakespeare                             | Yannis Houvardas      | Dramaten      |
| 2006 | Jim                | Lång dags färd mot natt (Long Day's Journey into Night) Eugene O'Neill              | Stefan Larsson        | Dramaten      |
| 2007 | Diktaren           | Ett drömspel August Strindberg                                                      | Mats Ek               | Dramaten      |
| 2008 | Hamlet             | Hamlet William Shakespeare                                                          | Staffan Valdemar Holm | Dramaten      |
| 2009 | Karl Rönne         | Final Victoria Benedictsson och Axel Lundegård                                      | Hilda Hellwig         | Dramaten      |
| 2010 | Joe/Josephine      | Sugar - I hetaste laget (Sugar) Jule Styne, Bob Merrill och Peter Stone             | Bo Hermansson         | Oscarsteatern |
| 2013 | Vicomte de Valmont | Farliga förbindelser (Les Liaisons dangereuses) Christopher Hampton                 |                       | Dramaten      |
| 2014 | Gustav Kanning     | Gertrud                                                                             |                       | Dramaten      |
| 2014 | Johannes Rosmer    | Rosmersholm Henrik Ibsen                                                            | Stefan Larsson        | Dramaten      |
| 2019 |                    | Hålla andan (How to hold your breath) Zinnie Harris                                 | Lena Endre            | Dramaten      |
| 2020 |                    | Får jag vara med? Stina Wirsén                                                      | Anna Vnuk             | Dramaten      |
| 2020 | Berättarröst       | Spökjakt Joakim Lundell                                                             |                       |               |

## Filmografi (i urval)
- 1992 - En fågel i handen
- 1996 – Ellinors bröllop
- 1996 - Rummel & Rabalder: Underjordens pipor
- 1996 - Rummel & Rabalder: Meraldas födelsedag
- 1996 - Rummel & Rabalder: Allans skatt
- 1997 - Rummel och Rabalder (TV-serie)
- 1997 - Adam & Eva
- 1997 - Rummel & Rabalder: Snarkofagens hemlighet
- 1998 - Muntra fruarna i Windsor (TV)
- 2000 – Miraklernas man
- 2001 - Shrek (röst som Åsnan)
- 2001 - Harry Potter och de vises sten (röst som Quirinus Quirrell)
- 2002 - Harry Potter och Hemligheternas kammare (röst som Lucius Malfoy)
- 2003 - Paradiset
- 2004 - Kogänget (röst som Barry och Bob)
- 2004 - Shrek 2 (röst som Åsnan)
- 2004 - Harry Potter och fången från Azkaban (spel) (röst)
- 2004 - Superhjältarna (röst som Undergrävaren)
- 2005 - Valiant och de fjäderlätta hjältarna (röst som Bugsy)
- 2006 - Sök
- 2006 - Natt på museet (röst som Larry Daley)
- 2007 - Shrek den tredje (röst som Åsnan)
- 2007 - Underbar och älskad av alla
- 2007 - Labyrint
- 2007 - Ha en Shrektigt god jul (röst som Åsnan)
- 2009 - Scener ur ett kändisskap
- 2009 - Maskeraden (TV)
- 2009 - Psalm 21
- 2009 - Livet i Fagervik (TV-serie)
- 2009 - Alvin och gänget 2 (röst som Toby Seville)
- 2009 – Kommissarien och havet - Den döende dandyn (TV-serie)
- 2010 - Shrek - Nu och för alltid (röst som Åsnan)
- 2010–2023 – Morden i Sandhamn (TV-serie)
- 2011 - Anno 1790
- 2012 - Äkta människor
- 2012 – Livstid
- 2013 - Allt faller
- 2014 - Tingeling och piratfen (röst som Kapten krok)
- 2015 - The Last Kingdom (TV)
- 2016 - Vårdgården (TV).
- 2016–2017 – Syrror (TV-serie)
- 2016–2019 – Finaste familjen (TV-serie)
- 2017 – Coco (röst som Héctor)
- 2018 – Maria Wern - Jord ska du åter vara
- 2018 – Operation Ragnarök
- 2018 – Superhjältarna 2 (röst som Undergrävaren)
- 2021 – Gåsmamman (TV-serie)
- 2021 – Den osannolika mördaren (TV-serie)

## Filmmanus
- 1996 - Ellinors bröllop

## Ljudboksinläsningar (i urval)
- Svalorna flyger så högt att ingen längre kan se dem, av Åke Edwardson
- Jag är Zlatan Ibrahimović, av Zlatan Ibrahimović
- Sandmannen, av Lars Kepler
- Hypnotisören, av Lars Kepler
- Eldvittnet, av Lars Kepler
- Paganinikontraktet, av Lars Kepler
- Stalker av Lars Kepler
- Kaninjägaren av Lars Kepler
- Inferno, av Dan Brown
- Den förlorade symbolen, av Dan Brown
- Livet deluxe, av Jens Lapidus
- Till minne av en mördare av Pascal Engman och Johannes Selåker
- Skammens väg av Pascal Engman och Johannes Selåker